# Atelopus gigas
Atelopus gigas is een kikker uit de familie padden (Bufonidae) en het geslacht klompvoetkikkers (Atelopus). De soort werd voor het eerst wetenschappelijk beschreven door Luis Aurelio Coloma, William Edward Duellman, Ana Almendáriz, Santiago R. Ron, Andrea Terán-Valdez en Juan M. Guayasamin in 2010. Omdat de soort pas sinds recentelijk is beschreven wordt de kikker in veel literatuur nog niet vermeld.
Atelopus gigas leeft in delen van Zuid-Amerika en komt endemisch voor in Colombia. De soort komt in een relatief klein gebied voor en is hierdoor kwetsbaar. De internationale natuurbeschermingsorganisatie IUCN plaatste de soort in 2016 op de lijst van bedreigde dieren. Atelopus gigas werd door de wetenschappers die de kikker ontdekten, beschouwd als zo goed als uitgestorven.